# Камінський Сергій Васильович
Сергі́й Васи́льович Камі́нський (30 квітня 1975, с. Гальжбіївка Ямпільського району Вінницької області — 6 червня 2014, поблизу м. Слов'янськ, Донецька область) — український військовослужбовець, підполковник Повітряних Сил Збройних Сил України.

## Життєпис
Сергій Камінський народився у селі Гальжбіївка на Вінниччині. Батько — Камінський Василь Юхимович (3.02.1954, с. Біла Ямпільського району — 20.04.2015). Мати — Камінська (Ткач) Галина Михайлівна (нар. 18.07.1954, с. Гальжбіївка Ямпільського району).
У 1982—1990 роках навчався в Ямпільській СШ № 2, після закінчення з відзнакою 8-ми класів, вступив до Мінського суворівського військового училища, в якому навчався з 1990 до 1992 року.
У 1992 році вступив до Київського вищого військового авіаційного інженерного училища, у 1997 закінчив його вже як Київський інститут військово-повітряних сил. Спеціальність — технічна експлуатація транспортного радіоелектронного обладнання.

### Військова кар'єра
З 21 червня по 26 серпня 1997 року зарахований у розпорядження заступника міністра оборони України — командувача Військово-Повітряних Сил України.
З 26 серпня 1997 року по 10 вересня 1999 року проходив військову службу на посаді старшого техніка групи регламенту (радіоелектронного обладнання) технічно-експлуатаційної частини 10-ї окремої авіаційної ескадрильї «Блакитна стежа» 15-ї авіаційної бригади (спеціального призначення) Військово-Повітряних Сил Збройних Сил України (в/ч А2215, Бориспіль), з 10 вересня 1999 року по 9 квітня 2001 року — техніка групи технічної експлуатації та інспектування (аерофотоапаратури спостереження) авіаційної ескадрильї «Блакитна стежа», з 9 квітня 2001 року по 23 липня 2004 року — бортового інженер-оператора авіаційного загону авіаційної ескадрильї «Блакитна стежа» 15-ї авіаційної бригади (спеціального призначення) ВПС ЗСУ.
З 23 липня 2004 року по 31 грудня 2006 року — авіаційний технік-оператор авіаційного загону транспортної авіаційної ескадрильї «Блакитна стежа» 15-ї бригади транспортної авіації Повітряних Сил Збройних Сил України (в/ч А2215, Бориспіль), з 31 грудня 2006 року по 27 серпня 2009 року — старший бортовий авіаційний технік-інструктор авіаційного загону транспортної авіаційної ескадрильї «Блакитна стежа».
З 27 серпня 2009 — заступник командира транспортної авіаційної ескадрильї «Блакитна стежа» з виховної роботи, 15-та окрема бригада транспортної авіації Повітряних Сил Збройних Сил України (авіабаза Бориспіль), в/ч А2215. Працював за програмою міжнародного співробітництва «Відкрите небо», брав участь в обльотах повітряного простору інших країн.
З весни 2014 року майор Камінський брав участь в антитерористичній операції на сході України як бортовий оператор аерофотозйомки у складі екіпажу літака Ан-30Б (борт № 80) на чолі з командиром літака підполковником Костянтином Могилком. Літак двічі ставав мішенню терористів, але кожного разу вдало повертався на базу.

### Обставини загибелі
6 червня 2014 року літак-фоторозвідник Ан-30Б (борт № 80) здійснював спостережний політ, під час якого оператор Сергій Камінський фотографував місцевість над містом Слов'янськом Донецької області. В екіпажі було вісім чоловік. О 17:04 на висоті 4050 метрів літак підбила ракета, випущена російськими терористами з ПЗРК. Удар ракети прийшовся в правий двигун, його пробило наскрізь, почалася пожежа. З двигуна вогонь перекинувся на праве крило, літак почав різко втрачати висоту над житловими кварталами Слов'янська. Сергій Камінський загинув одразу від вибуху ракети. Командир екіпажу Костянтин Могилко, ціною власного життя, скерував літак за межі міста й запобіг жертвам серед мирного населення. Літак впав за селом Пришиб Слов'янського району. Загинули п'ять членів екіпажу: командир літака Костянтин Могилко, оператор фотозйомки Сергій Камінський, радист Володимир Момот, бортмеханік Олексій Потапенко і борттехнік Павло Дришлюк. Врятувались, зістрибнувши з парашутом, молоді лейтенанти Кирило Крамарев і Василь Полажинець та штурман-інструктор підполковник Сергій Ніколаєв.
Владимир Жарко: «За розповіддю вцілілого члена екіпажу борта БрАТу, оператор загинув одразу від вибуху ЗРК, за наказом командира його тіло викинули на парашуті. Двох інших, молодших за віком членів екіпажу вдягали та викидали бортмеханік Павло Дришлюк, та механік Олексій Потапенко. Швидкість падіння була дуже велика, і товаришів їм приходилося буквально відривати і відштовхувати від літака… самим вже не було часу вдягати парашут… Та й в планах цього не було — рятували втрьох літак… і посадили б його, але на висоті декілька десятків метрів перегоріло і відпало крило… Вічна Пам'ять загиблим за Україну…»
10 червня Сергія Камінського і Володимира Момота поховали на території Книшового меморіально-паркового комплексу в Борисполі.
Сергію Камінському посмертно присвоєне військове звання підполковника.
Вдома у Борисполі залишилась дружина та дві доньки, 2000 і 2012 р. н. Старша донька, Анастасія, зараз є (2020) курсантом Військового інституту телекомунікацій та інформатизації імені Героїв Крут.

## Нагороди
- 20 червня 2014 року — за особисту мужність і героїзм, виявлені у захисті державного суверенітету та територіальної цілісності України, вірність військовій присязі та незламність духу, відзначений — нагороджений орденом Богдана Хмельницького III ступеня (посмертно)[4].
- Відзнаки Міністерства оборони України — медалі «15 років Збройним Силам України», «За сумлінну службу» II ст., «За сумлінну службу» III ст., «За зразкову службу у Збройних Силах України» III ст.

## Вшанування пам'яті
Почесний громадянин міста Ямпіль Вінницької області (посмертно).
6 червня 2015 року в Борисполі на території Книшового меморіально-паркового комплексу відкрито пам'ятний знак екіпажу літака АН-30Б, який загинув 6 червня 2014 року в районі міста Слов'янська Донецької області, серед них ім'я Сергія Камінського. На території військової частини А2215 встановлено обеліск загиблим членам екіпажу.
5 червня 2016 року поблизу села Пришиб на місці, де загинув екіпаж літака АН-30Б, до складу якого входив майор Камінський, було відкрито меморіал «Скорботний янгол».
У рамках декомунізації колишня вулиця Комуністична у місті Борисполі перейменована на вулицю Сергія Камінського.